# Adolfo Infante
Adolfo Infante (Mantova, 7 dicembre 1891 – Mantova, 28 febbraio 1970) è stato un generale italiano, che durante la seconda guerra mondiale fu comandante della 132ª Divisione corazzata "Ariete" e poi della 24ª Divisione fanteria "Pinerolo". Dopo la firma dell'armistizio dell'8 settembre 1943 rifiutò l'ordine di consegnare le armi ai tedeschi e, collaborando con i partigiani greci dell'ELAS e dell'EDES, guidò la sua Grande Unità nelle operazioni belliche contro i reparti della Wehrmacht. Insignito della Croce di Cavaliere dell'Ordine militare di Savoia, del titolo di Grande ufficiale dell'Ordine al merito della Repubblica Italiana, e di una Medaglia d'argento al valor militare.

## Biografia
Nacque a Mantova il 7 dicembre 1891, figlio di un ufficiale di artiglieria. Partecipò alla prima guerra mondiale con il grado di capitano d'artiglieria guadagnando una Medaglia d'argento al valore militare durante le fasi del ripiegamento del Regio Esercito sul fiume Tagliamento, in seguito all'esito negativo della battaglia di Caporetto. Dal 1935 al 1937 fu comandante del 10º Reggimento artiglieria, mentre a partire dal 1937 ricoprì la carica prima di Capo di stato maggiore del XX Corpo d'armata stanziato in Libia), poi quella di Capo di stato maggiore della 1ª Armata, allora al comando del generale Pietro Pintor, e quindi di Addetto militare presso l'ambasciata d'Italia a Washington, negli Stati Uniti d'America.
Dal 1941 al 1942 fu primo aiutante di campo generale del Re d'Italia Vittorio Emanuele III, mentre nel 1942 fu comandante della 132ª Divisione corazzata "Ariete", dislocata in Libia ed impegnata nella campagna del Nordafrica. Nel luglio del 1943 fu trasferito al comando della 24ª Divisione fanteria "Pinerolo", dislocata in Grecia nella regione della Tessaglia come forza di occupazione. L'8 settembre 1943 le truppe italiane furono informate dell'avvenuto armistizio con le forze Alleate: nel giro di pochi giorni la maggior parte dei reparti italiani dislocati in Grecia furono disarmati ed internati dalle truppe tedesche.
Una delle poche eccezioni fu la divisione "Pinerolo": il 12 settembre, anche grazie alla mediazione della missione militare britannica, egli riuscì a stipulare un accordo di collaborazione con i partigiani greci dell'ELAS e dell'EDES, ed a partire dal 15 settembre almeno 8.000 uomini della divisione si rifugiarono sulle montagne della regione del Pindo. I reparti della "Pinerolo", andando a costituire il "Comando forze armate italiane in Grecia" assieme a sbandati delle divisioni Casale e Forlì e del presidio Eubeo, vennero inizialmente impegnati in alcune operazioni contro i tedeschi; a partire dalla fine di ottobre, tuttavia,  furono progressivamente privati dell'armamento da parte dei partigiani greci dell'Elas, che ritenavano la loro presenza favorevole ai monarchici e intendevano appropriarsi dei loro equipaggiamenti, e internati in appositi campi di prigionia a Grevenà, Neraida e Karpenision, in condizioni detentive piuttosto critiche che provocarono la morte di alcune migliaia di italiani..
Egli protestò duramente con la missione britannica per il trattamento riservato ai militari italiani. Ottenne che i britannici si facessero carico dell'approvvigionamento degli internati e che piccoli contingenti della Pinerolo venissero impiegati in operazioni di sabotaggio. Uomini della Pirolo e di altre unità sbandate andarono a costituire il raggruppamento "Truppe Italiane della Macedonia Orientale" (TIMO) che opererà fino alla liberazione della Grecia.
Il buon comportamento tenuto in Grecia da Infante impressionò favorevolmente i britannici, che nel giugno del 1944 lo rimpatriarono in Italia perché assumesse la carica di Sottocapo di Stato Maggiore Generale; fu fatto anche primo aiutante di campo generale del principe ereditario Umberto di Savoia, allora luogotenente generale del Regno d'Italia. Dopo la guerra ricoprì la carica di Addetto militare presso l'Ambasciata d'Italia a Londra. 
Sul suo comportamento durante l'occupazione militare della Grecia le autorità greche avevano un giudizio ben diverso da quello britannico. Dopo la fine del conflitto, infatti, l'Ufficio Nazionale Ellenico per i Crimini di Guerra lo inserì in diverse liste di criminali di guerra di cui intendeva chiedere l'estradizione all'Italia per processarli in Grecia. Tra le altre accuse gli si attribuiva la responsabilità per l'uccisione il 13 agosto 1943 di 35 civili nel villaggio di Almyros, in Tessaglia. La richiesta fu lasciata cadere, insieme a tutte quelle nei confronti dei militari italiani, nel 1948, non perché la Grecia ne avesse stabilito l'infondatezza ma perché, sotto forti pressioni alleate, i greci rinunciarono con un accordo segreto a perseguire gli italiani accusati di crimini di guerra sul suo territorio nazionale. Insignito del titolo di Cavaliere dell'Ordine militare di Savoia e di Grande ufficiale dell'Ordine al merito della Repubblica Italiana si spense nel 1970. La città di Avezzano, in provincia dell'Aquila, gli ha dedicato una via.

### Annotazioni
1. ↑  Suo padre era nativo di Martina Franca, all'epoca in provincia di Lecce), e suo fratello era Mario Infante, colonnello pilota e meteorologo al seguito del maresciallo dell'aria Italo Balbo.
2. ↑  L'Esercito nazionale democratico ellenico, guidato dai monarchici.

### Fonti
1. 1 2 3 4 5 6 7  Generals.
2. 1 2  Muraca 2006, p. 487.
3. ↑  Caruso 2005, p. 60.
4. ↑   La Divisione Pinerolo, su anpi.it. URL consultato il 30 luglio 2011 (archiviato dall'url originale il 5 gennaio 2013).
5. ↑  Caruso 2005, pp. 118-120.
6. ↑  Storia della Calabria partigiana, Pino Ippolito Armino
7. ↑  Caruso 2005, p. 176.
8. ↑   primo aiutante di campo di S.M., su archivio.quirinale.it.
9. ↑  Cfr. la scheda dell'Ufficio Nazionale Ellenico per i Crimini di Guerra conservata in copia in Archivio della Camera dei Deputati, Commissione parlamentare d'inchiesta sulle cause dell'occultamento di fascicoli relativi a crimini nazifascisti, 82 (UNWCC), b. 11. Notizie sulla strage di Almyros, senza indicazione dei responsabili e con l'indicazione di 50 vittime, in I mavri biblos tis katochis - Schwarzbuch der Besatzung, a cura di Manolis Glesos, Atene 2006, p. 70.
10. ↑  Sito web del Quirinale: dettaglio decorato.
11. ↑  Gazzetta Ufficiale del Regno d'Italia n.122 del 27 maggio 1936, pag.1727.
12. ↑  Sito web Valor.militarytimes: dettaglio decorato.